# Теэнузе
Те́энузе (эст. Teenuse) — деревня в волости Мярьямаа уезда Рапламаа, Эстония. 
До административной реформы местных самоуправлений Эстонии 2017 года входила в состав волости Пайде.

## География и описание

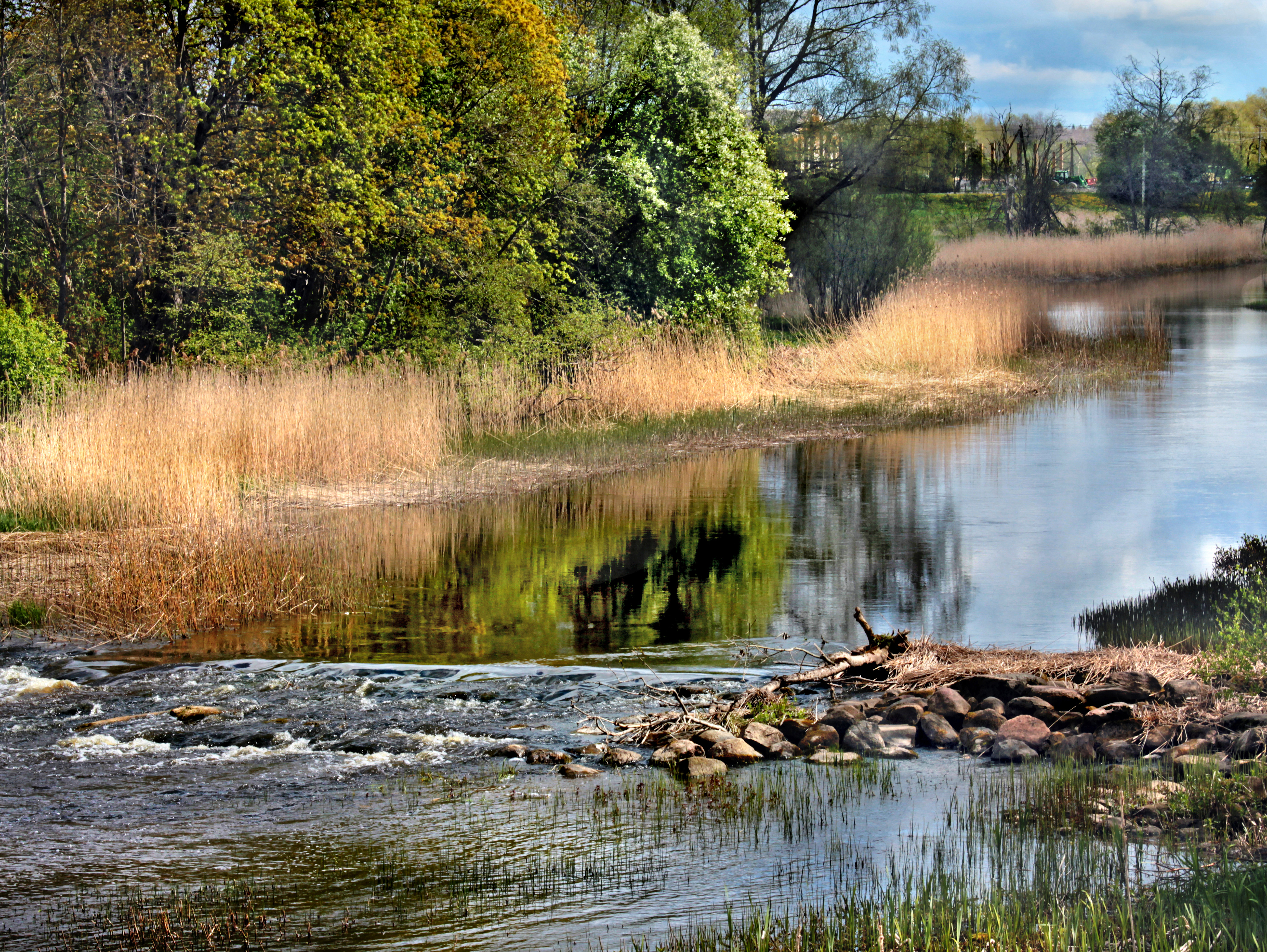
Река Казари в деревне Теэнузе

Расположена в 62 км к юго-западу от Таллина и в 40 км к юго-западу от уездного центра — города Рапла, на берегу реки Казари, которая в среднем и верхнем течении носит то же название (эст. Teenuse jõgi). Высота над уровнем моря — 21 метр.
Климат — умеренный. Официальный язык — эстонский. Почтовый индекс — 78103.

## Население
По данным переписи населения 2021 года, в Теэнузе проживали 64 человека, из них 57 (89,1 %) — эстонцы.
Численность населения деревни Теэнузе по данным переписей населения:
| Год  | 1979 | 1989  | 2000  | 2011 | 2021 |
| ---- | ---- | ----- | ----- | ---- | ---- |
| Чел. | 177  | ↘ 142 | ↘ 118 | ↘ 94 | ↘ 64 |

## История
Деревня впервые упоминается в 1456 году (Dorf zu Stenhuzen), мыза Стенхузен — в 1560 году (Steinhuzen). Мыза возникла на месте деревни в 1536–1560 годах.
В материалах переписи 1922 года Теэнузе обозначена как деревня, в 1945 году — как поселение. Позже Теэнузе поделили между другими деревнями, в 1977 году основали вновь из деревень Алткюла (эст. Altküla, на российских картах 1855–1859 годов Алтъ Кюлля) и Кимару (эст. Kimaru), которая возникла в XIX веке в центре мызы.
В советское время Теэнузе была центром одноимённого колхоза (эст. Teenuse kolhoos). В деревне работали дом культуры, библиотека и почтовое отделение.
В период 1947–1996 годов в деревне работала гидрометрическая станция.

## Известные уроженцы
В Теэнузе родился немецко-балтийский график, художник и скульптор Фридрих Людвиг фон Майдель (Friedrich Ludwig von Maydell, 1795—1846).